# Johanna Krause (Medizinerin)
Johanna Krause (* 1946) ist eine deutsche Fachärztin für Psychiatrie und Psychotherapie sowie für Neurologie und Autorin. Sie gilt als Pionierin auf dem Gebiet der Aufmerksamkeitsdefizit-/Hyperaktivitätsstörung bei Erwachsenen (ADHS) und hat zusammen mit ihrem Mann ein diesbezügliches Standardwerk (Krause/Krause) verfasst.
Außerdem war sie entscheidend an der Entwicklung der ersten deutschen Leitlinien für die adulte ADHS beteiligt, wodurch die Versorgungssituation deutlich verbessert wurde.

## Leben
Johanna Krause promovierte 1971 an der Medizinischen Fakultät der Technischen Hochschule Aachen. Sie ist Fachärztin für Psychiatrie und Psychotherapie sowie Neurologie und hat eine psychoanalytische Ausbildung. Seit 1990 ist sie mit eigener Praxis in Ottobrunn bei München niedergelassen.
Sie ist verheiratet mit Klaus-Henning Krause, mit dem sie gemeinsam das Standardwerk ADHS im Erwachsenenalter verfasst hat.
Krause war langjährig in der Leitungsgruppe des Zentralen ADHS-Netzes (Universitätsklinikum Köln) tätig, ihr folgte Michael Rösler nach.

## Auszeichnungen
Krause ist Trägerin des 2008 erstmals verliehenen Saarländischen ADHS-Wissenschaftspreises.

## Veröffentlichungen
Monografien
- mit Klaus-Henning Krause: ADHS im Erwachsenenalter. 4. vollst. akt. und erw. Aufl. Schattauer Verlag, Stuttgart 2014, ISBN 978-3-7945-2782-3. (1. Auflage: 2003)
- Überleben mit hyperaktiven Kindern. Bundesverband Aufmerksamkeitsstörung/Hyperaktivität e. V., München/Forchheim 2001, ISBN 3-933067-06-5.
- Leben mit hyperaktiven Kindern (= Piper: Gesundheit. Bd. 2221). Piper Verlag, München 1995, ISBN 3-492-12221-3.
- Klinische und cytogenetische Aspekte des Cri-du-chat-Syndroms. Dissertation, Technische Hochschule Aachen, Medizinische Fakultät, Aachen 1971.

Fachartikel (Auswahl)
- Sandra Kooij et al.: European consensus statement on diagnosis and treatment of adult ADHD: The European Network Adult ADHD. In: BMC Psychiatry, Bd. 10, Nr. 67, 3. September 2010, doi:10.1186/1471-244X-10-67 (PDF; 526 kB). (englisch)
- mit Klaus-Henning Krause u. a.: Influence of striatal dopamine transporter availability on the response to methylphenidate in adult patients with ADHD. In: European Archives of Psychiatry and Clinical Neuroscience, 255. Jg., Nr. 6, Dezember 2005, S. 428–431, doi:10.1007/s00406-005-0602-x. (englisch)
- mit Dieter Ebert, Christa Roth-Sackenheim (Hrsg.): ADHS im Erwachsenenalter – Leitlinien auf der Basis eines Expertenkonsensus mit Unterstützung der DGPPN. In: Der Nervenarzt, Nr. 10/2003, S. 939–946 (PDF; 216 kB).
- mit Klaus-Henning Krause: Ist die Gabe von Methylphenidat bei Komorbidität von Epilepsie und Aufmerksamkeitsdefizit-/Hyperaktivitätsstörung kontraindiziert oder nicht? In: Aktuelle Neurologie, 27. Jg., Nr. 2, 2000, S. 72–76, doi:10.1055/s-2007-1017522 (PDF; 119 kB).